# Meiningen (Austria)
Meiningen – gmina w Austrii, w kraju związkowym Vorarlberg, w powiecie Feldkirch. Według Austriackiego Urzędu Statystycznego liczyła 2112 mieszkańców (1 stycznia 2015).

## Współpraca
Miejscowość partnerska:
- Meiningen, Niemcy